# Tutóia
Tutóia é um município brasileiro do estado do Maranhão. Seu contingente populacional estimado em 2022 pelo Instituto Brasileiro de Geografia e Estatística foi de 53.356 habitantes. Fundada em 29 de março de 1938, localiza-se na microrregião do Baixo Parnaíba. Composta por praias, mangues, dunas, lagos e rios, também é conhecida como um dos portais de entrada para quem quer conhecer o Delta do Parnaíba.

## História
As primeiras tentativas de exploração da costa do nordeste maranhense, encravada no Delta do Parnaíba, procederam às colonização desde os idos de 1571, quando Nicolau Resende e seus companheiros promoveram as primeiras jornadas exploratórias à aludida costa. Esta informação se insere na narrativa de Gabriel Soares de Sousa, escritor da época, e citado por F. A. Pereira da Costa, que alude ao "Rio do Meio" como sendo o braço do Parnaíba que deságua entre as ilhas dos Poldros e das Canárias, formando a atual "Barra do Meio" e, referindo-se, assim, à "Baía do Ano Bom", como sendo a "Barra de Tutóia".
A região de Tutóia era habitada inicialmente pela população indígena dos tremembés, que se fixou às margens do Rio Tutóia (atualmente conhecido como rio Bom Gosto).
Em 1724, o governador e capitão-general João da Mata da Gama concedeu 4 léguas de terras ao principal Manoel Miguel e aos tremembés da vila. Em 1727, o capitão-general concedeu aos indígenas uma légua e meia de terra na ilha de Pará-Mirim, conhecida pelo nome de Cajuais, onde haviam construído casas e currais.
Os padres das missões jesuíticas realizaram o aldeamento dos indígenas no sítio chamado Mayrim dos Índios (hoje chamado de Tutóia Velha), fundado pelo Padre João Tavares.
Com o tempo, grande contingente de homens vindos do Parnaíba chegou ao povoado, instalando ali fazendas de criação bovina e de cavalos, o que que provocou conflitos com as populações indígenas.
O povoado prosperou graças ao porto que facilitava o escoamento da produção, e foi elevado à categoria de vila em 1° de agosto de 1758, por Resolução Régia, na administração do governador Gonçalo Pereira Lobato e Souza, tendo recebido o nome de Vila Viçosa, denominação que não prevaleceu, sendo resgatado o nome antigo.
O município era composto pelas freguesias da Vila de Tutóia, de Nossa Senhora da Conceição de Araioses e de Nossa Senhora das Barreirinhas, tendo cada uma um juizado de paz próprio. O termo composto dessas freguesias pertencia à comarca de Brejo.
Em 1871, Tutóia estava em decadência econômica e a sede foi transferida para Barreirinhas, ficando em plano secundário dentro do próprio município. Em 1890,Tutóia foi desmembrada de Barreirinhas sob a categoria de vila.
Em 1901, com o intenso fluxo de movimentação portuária em razão produção de sal marinho e do escoamento da produção do Baixo Parnaíba, a sede foi transferida para o povoado de Porto Salinas, no qual o Coronel Paulino Gomes Nunes instalou suas atividades comerciais na margem esquerda do igarapé Comum. Na ocasião, Porto Salinas foi elevada a vila com a denominação de Tutóia, se tornando sede definitiva do município.
Em 1938, pelo Decreto-Lei n° 45, de 29 de março, Tutóia foi elevada à categoria de cidade.
No início da década de 1950, os fluxos portuários entraram em declínio em razão do aumento da malha viária, dos desvios e extravios de mercadorias e dos naufrágios de embarcações de grande porte por causa de bancos de areia (como o navio Aline Ramos em 1981).
O município é constituído de 2 distritos: Tutóia e Barro Duro.

### Origem do nome
Existem múltiplas versões acerca da origem do nome do município. A primeira delas, sustentada pelo historiador Ludwig Schwennhagen, indica que Tutóia é uma corruptela de "Troia, a célebre cidade grega da Ásia Menor, tornada famosa pela beleza de Helena, que provocou a guerra cantada em versos por Homero, mais de 1.000 anos a.C." Inclusive, o citado cronista afirma que foram os fenícios os autores desta denominação, quando surgiram por essas bandas, no século XII a.C., para virem buscar salitre, que serviria ao embalsamento de suas múmias. Ele conjetura ainda que estes lendários navegantes fundaram ali, na costa maranhense, a fim de dominar a foz do rio Parnaíba, uma colônia com o nome de "Turtoia", pelo que explica que "Tur" era a rica cidade e metrópole da grande navegação e Troia era a histórica vencida, cujo nome trouxe a grinalda imortal da glória. E continua Ludwig: "O costume de cortar o r é muito antigo e usado também no tempo moderno na língua portuguesa. É provável que os tupis pronunciassem Turtroia ou Turtoia ainda no tempo da chegada dos portugueses, os quais cortaram o r".[carece de fontes?]
Outra versão, encontrada na pesquisa "Tutóia e Seu Folclore", aponta o termo como procedente do meio indígena, onde, na linguagem Tremembé, era situado o povo tremembé. Tutoia, nessa acepção, quer dizer "lençol de areia", "grande extensão de dunas", que caracteriza efetivamente a topografia da costa litorânea de Tutóia. Hipótese esta bem mais aceitável do que a primeira. Circula por entre as opiniões populares outra versão, pela qual o nome Tutóia provém do tupi-guarani e significa "água boa". Porém, a que é mais aceita pela maioria e encontra mais respaldo admite que "Tutóia" é uma corruptela de "Totói", que, em linguagem indígena, quer dizer "que beleza!", "que encanto!".

## Geografia

### Relevo
O relevo do município é formado pela planície litorânea, modelada por agentes e processos marinhos que dão origem às praias e mangues.
O processo de modelagem do ambiente é influenciado indiretamente pela proximidade do mar, dando origem aos campos de dunas móveis e dunas fixas sem cobertura vegetal e intercaladas por lagoas de origem pluvial.
A altitude da sede do município é de 20 metros acima do nível do mar.

### Clima
O clima é o tropical úmido, dividido dois períodos: chuvoso de janeiro a junho e estiagem de julho a dezembro. A temperatura média anual é superior a 27 °C, com a umidade relativa do ar anual variando de 76% e 82% e os totais pluviométricos entre 1.200 e 1.600 m.

### Hidrografia
Tutóia pertence ao baixo curso da Bacia Hidrográfica do Rio Parnaíba, onde é formado um delta que se assemelha a uma mão aberta, onde os dedos representam as seguintes barras: Barra de Tutóia, Barra do Caju, Barra do Igaraçu, Barra das Canárias e Barra da Melancieira. Estas barras se ramificam e deságuam em mar aberto (Delta Oceânico). O Delta do Parnaíba é o único em mar aberto das Américas e um dos três maiores do mundo em extensão (os outros são o do rio Nilo, no Egito, e o do rio Mekong, no Sudeste Asiático).
Entre os principais cursos d’água do município estão os rios: Cangatã (tem como afluentes os rios Grande e Tutóia Velha); riachos Cajazeira, Barro Duro (possui como tributário os riachos Baixão Cocal e Mutamba); além dos subafluentes riachos Manuí e Coroatá, e Magu (que tem como afluente o Riacho da Grota); Riacho Tamboril (tem como tributário o Rio Baixa do Moia), Flecheira Grande, Baixa Funda, Baixa da Oiticica, Bom Gosto (com os afluentes córrego Chapada do Meio e Riacho Santa Clara), Rio Carrapato (possui como tributários os riachos do Meio, do Hilário e das Cotias), São João e riachos Santa Luzia e Água Rica.
Entre as lagoas, estão a do Mocambo, Grande e outras.

### Vegetação e biodiversidade

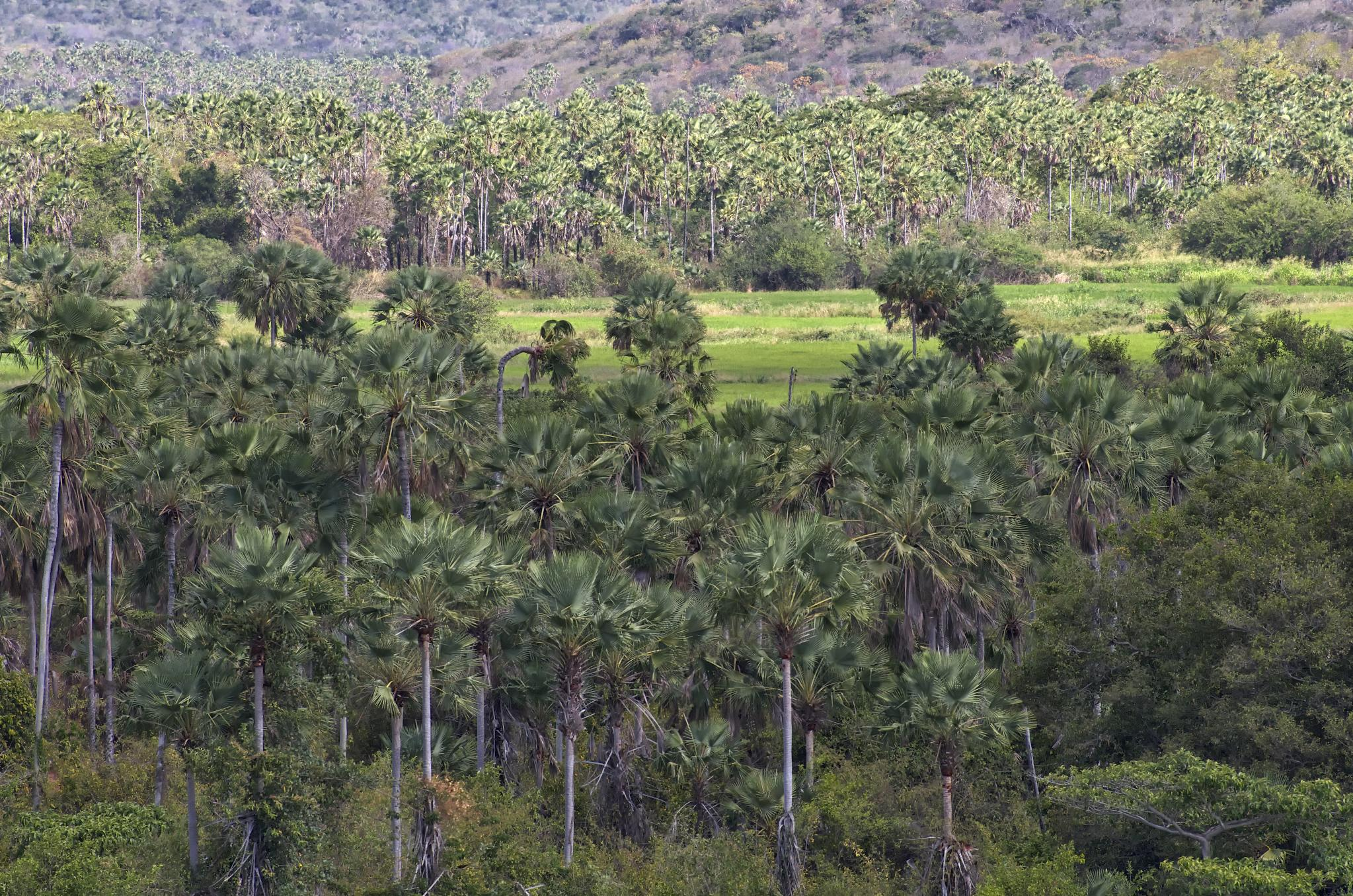
Floresta de carnaúba

A vegetação é caracterizada pela presença de restingas, pastagens naturais, manguezais, campos de dunas, matas ciliares e florestas de carnaúba.
Parte do território de Tutóia está inserido na APA da Foz do Rio das Preguiças-Pequenos Lençóis-Região Lagunar Adjacente e na Área de Proteção Ambiental Delta do Parnaíba.
Entre as espécies vegetais do manguezal estãoː o mangue-vermelho (Rhizophora Mangle), mangue-branco (Laguncularia Racemosa), mangue-preto (Avicennia schaueriana) e o manguə-de-botão (Conocarpus Erectus).

### Ilhas
A região do Delta das Américas é formada por um arquipélago com mais de 80 ilhas e que é composta por cinco baías: Baía de Tutóia e Baía da Melancieira (no território tutoiense); baías do Caju e das Canárias (outras duas baías dentro do território maranhense); baía de Igarassu (no território piauiense).

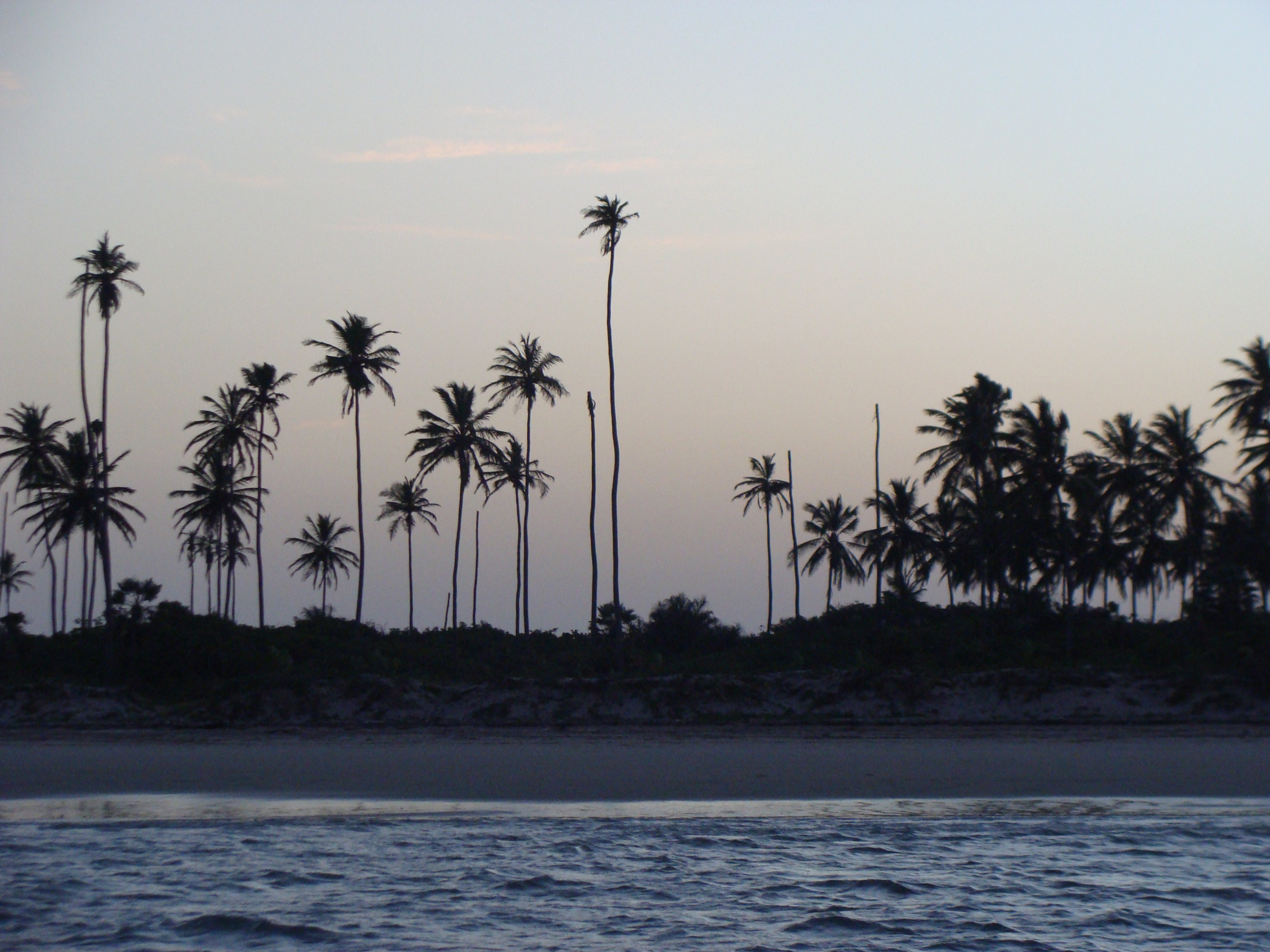
Praia na baía de Tutóia, no Delta do Parnaíba

Do conjunto de ilhas dentro dos limites territoriais do município têm destaque a Ilha da Melancieira, Ilha do Cajueiro, Ilha de Igoronhon, Ilha da Caieira, Ilha de Coroatá, Ilha das Pombas, Ilha Grande de Paulino.

### Demografia
De acordo com o Censo Demográfico de 2010, 76% da população do município é católica e 14% evangélica.
Em 2010, 64,61% da população vivia na zona rural e 35,39% na zona urbana.

## Economia
O PIB do município foi de R$ 414.405.410 em 2019 (o 32º maior PIB do estado).
A distribuição setorial do PIB em 2019 ficou: agropecuária (6,88%); indústria (3,93%); serviços administrativos, defesa, educação e saúde públicas e seguridade social (53,18%); serviços (35,99%).
Na agricultura, tem destaque a produção de coco-da-baía (2º maior produtor do estado), a castanha de caju (9ª maior produtor do estado), a mandioca (6º maior produtor), além do milho, arroz e feijão.

## Infraestrutura

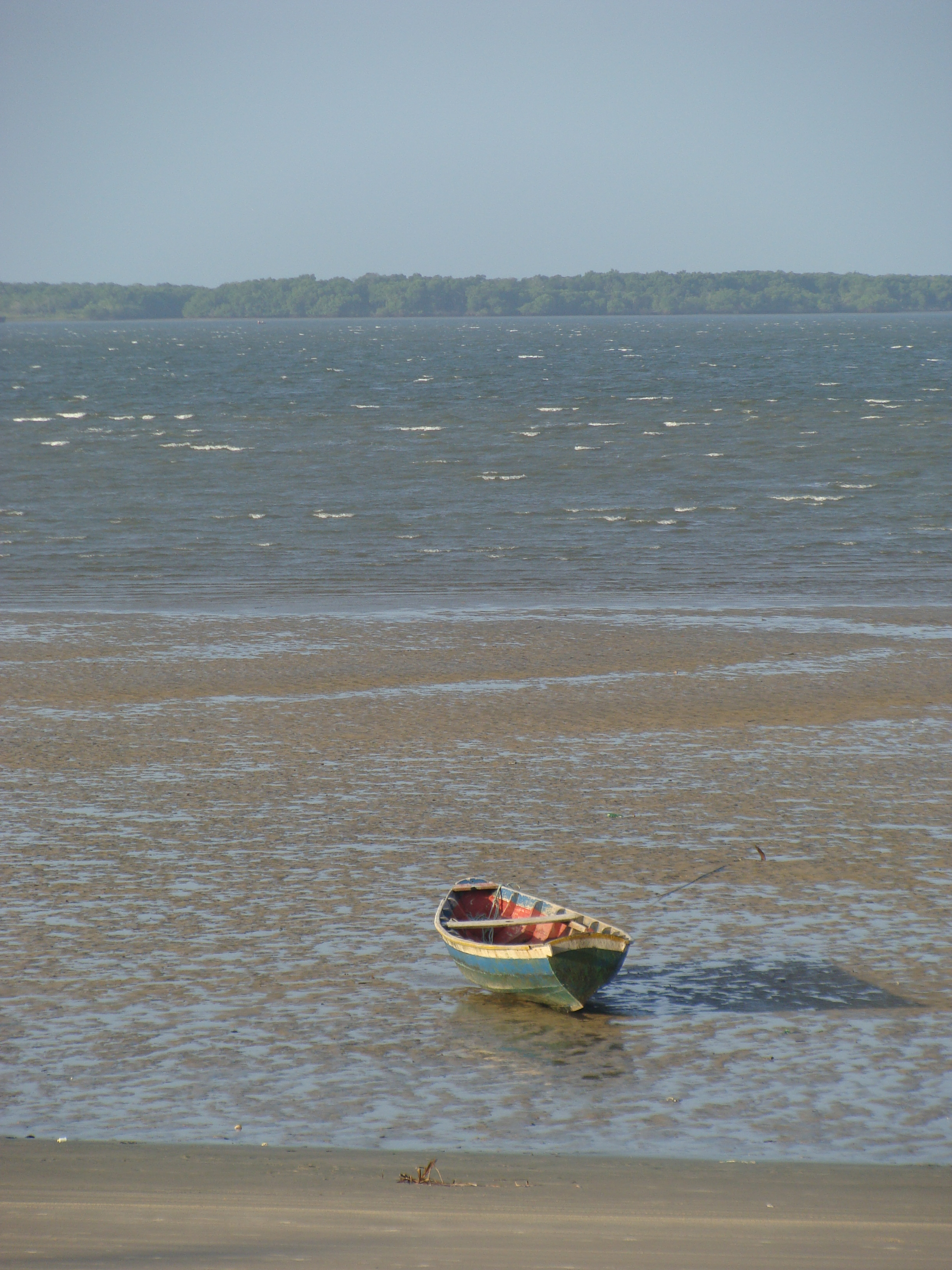
Barco na baía de Tutóia

### Transportes
Tutóia está ligada a Paulino Neves por meio da MA-315; e a Água Doce do Maranhão, Araioses e São Bernardo pela MA-034.
O município de Tutóia conta com uma rede de transportes em desenvolvimento, sendo o Terminal Rodoviário o principal meio de transporte para se locomover entre os municípios. Tutóia teve um aeroporto no passado. Outro meio de acesso a Tutóia é pelo aeroporto de Parnaíba e posteriormente por via rodoviária. Recentemente, visitantes que vêm a Parnaíba começaram a ir a Tutóia por meio de barco via porto do Tatus.[carece de fontes?]

### Educação
No município, existem 78 instituições dedicadas à educação infantil, 81 ao ensino fundamental, sete ao ensino médio, um à educação especial e 27 à EJA. Há um polo do Programa Ensinar, de formação de professores, da Universidade Estadual do Maranhão. O município conta ainda com um campus do Instituto Estadual de Educação, Ciência e Tecnologia do Maranhão (IEMA).

### Saúde
A principal unidade de saúde do município é o Hospital Municipal Lucas Vera.

## Política
O município é termo sede da Comarca de Tutóia, além de contar com representantes do Ministério Público do Maranhão e da Defensoria Pública do Estado.

## Bairros
Os bairros presentes no município são: São José, Cajueiro, Monte Castelo, Grajaú, Barro Duro, Paxicá, Comum, Alto Alegre, Lagoinha, Lagoa Grande, Tutóia Velha, Porto de Areia, Santa Rita, Massaranduba, Santa Rosa dos Tomaz, Santa Rosa dos Teodoros e Bom Gosto.

## Cultura e turismo

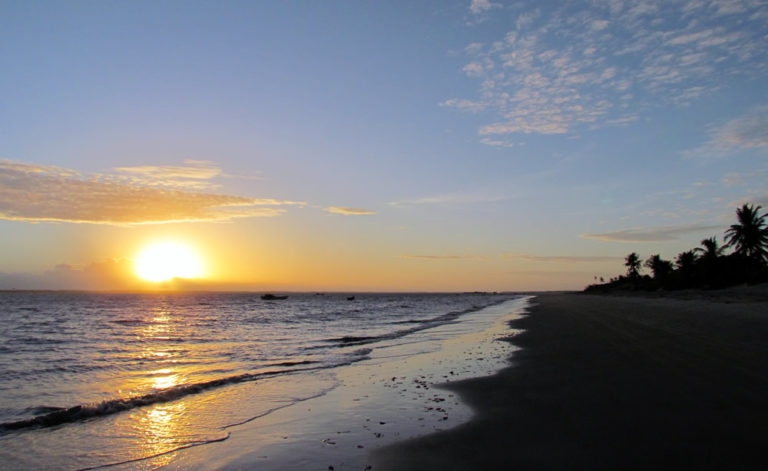
Praia em Tutóia

As principais manifestações culturais são: bumba-meu-boi com os sotaques de orquestra e zabumba (com destaque para o Boi Pelado), quadrilhas, dança portuguesa, cacuriá, Festejo do Divino Espírito Santo e a Dança do Caroço, manifestação cultural típica do município.
Tutóia pertence ao Polo Turístico Delta das Américas, juntamente com os municípios de Paulino Neves, Araioses e Água Doce do Maranhão, e também à Rota das Emoções.
Outra atrações turísticas são Pequenos Lençóis Maranhenses, modelados por rios, dunas e lagoas que se formam no período das chuvas; os balneários dos rios Barro Duro e Bom Gosto; as praia da Andreza, da Barra, do Amor, do Arpoador; as ilhas do Coroatá, Cajual, Melancieira, Grande de Paulino e as Lagoas da Taboa, Jacaré, da Areia e Lagoinha.
As antigas igrejas também são importantes elementos históricos e culturais, como a Igreja de Nossa Senhora da Conceição do povoado Tutóia Velha e a Igreja de São Bernardo no povoado de Barro Duro.

A partir do dia 20 de dezembro de 2020, a Azul informou que terá voos diretos de Campinas (SP) para Parnaíba (PI) e também conectará Teresina a Parnaíba. A Voepass Linhas Aereas deu início em 29 de outubro de 2021 à comercialização de passagens aéreas para dois destinos que integram a Rota das Emoçõesː Parnaíba (PI) e Jericoacoara (CE). com trajetos feitos a partir das cidades de Fortaleza (CE) e Teresina (PI), as quais integram à lista de novas cidades operadas pela companhia. Voos de Fortaleza para Parnaíba  serão diários, assim como os voos de Teresina para Parnaíba. Com a proximidade entre Tutóia e Parnaíba, turistas passam a ter mais possibilidade de conhecer o município, que é um dos portais do Lençóis Maranhenses.